# Watermelon Sugar
"Watermelon Sugar" é uma canção do cantor britânico Harry Styles, gravada para seu segundo álbum de estúdio Fine Line (2019). Styles escreveu a canção com Mitch Rowland e seus produtores Tyler Johnson e Kid Harpoon. Eles foram inspirados no romance norte-americano In Watermelon Sugar (1968) de Richard Brautigan.  Originalmente lançada como single promocional de Fine Line em 17 de novembro de 2019, "Watermelon Sugar" foi enviada para estações de rádios da Austrália em 15 de maio de 2020, servindo como o quarto single do álbum. "Watermelon Sugar" é uma canção de rock, funk-pop e indie pop, conduzida por instrumentos de sopro e guitarra.
A canção foi geralmente bem recebida pelos críticos de música. O single também teve um bom desempenho comercial, atingindo o top 10 em mais de 20 países, incluindo Reino Unido, Austrália, Canadá e Estados Unidos, onde se tornou o primeiro single número um de Styles na parada Billboard Hot 100. No 63º Grammy Awards, a canção ganhou na categoria Melhor Performance Solo de Pop, e também ganhou Canção do Ano no Brit Awards de 2021.
O videoclipe de "Watermelon Sugar" foi lançado em 18 de maio de 2020, que recebeu muitas críticas positivas. Dirigido por Bradley & Pablo e filmado em Malibu, Califórnia, apresenta Styles ao lado de uma infinidade de pessoas dançando na praia e comendo melancia. Styles promoveu o single com muitas apresentações ao vivo, incluindo no Saturday Night Live, Later... with Jools Holland e Today.

## Antecedentes e lançamento
"Watermelon Sugar" foi escrita por Styles, Mitch Rowland e pelos produtores Tyler Johnson e Kid Harpoon. Foi originalmente escrita em setembro de 2017, enquanto Styles estava em um dia de folga dela Harry Styles: Live on Tour. Eles entraram no The Cave Studio em Nashville, Tennessee e começaram a sessão apenas brincando. Eles finalmente começaram a ter algumas ideias e vieram com a melodia do refrão repetitivo. Eles tinham o livro In Watermelon Sugar de Richard Brautigan e acharam que soaria legal como o gancho. Há rumores de que a canção é sobre a ex-namorada de Styles, Camille Rowe, que por acaso é fã de In Watermelon Sugar.
A canção foi provocada pela primeira vez por Styles em um tweet de 22 de outubro de 2019, escrevendo "Kiwi andou para que Watermelon Sugar pudesse correr". "Watermelon Sugar" foi lançada em 17 de novembro como o primeiro single promocional de Fine Line, sem aviso prévio. A canção mais tarde impactou as estações de rádios da Austrália em 15 de maio de 2020, como o quarto single oficial do álbum. A canção também foi enviada para as rádios do Canadá, Estados Unidos e Itália. Styles a promoveu com um gerador de memes em seu site que tem várias letras da canção sobre um fundo inspirado em melancia.

## Composição
"Watermelon Sugar" é uma canção de rock, funk-pop e indie pop com elementos dos anos 1970 e soul. É composta no tempo 4
4 e na tonalidade de Lá menor, com um andamento de 96 batidas por minuto e uma progressão harmônica de Dm7–Am7–C–G. A faixa tem uma estrutura de verso, pré-refrão, refrão, verso, pré-refrão, refrão, pós-refrão, ponte, refrão, pós-refrão e tem duração de dois minutos e cinquenta e quatro segundos. Impulsionada por guitarras e metais, a canção também contém linhas de metais, sonoridades com inflexão de verão e uma melodia simples, que lembra o jazz. Ela abre com uma introdução de guitarra dedilhada onde a guitarra elétrica e as batidas de bateria logo se juntam. Trombetas são adicionadas no segundo refrão, que se acumula até a ponte, apresentando trompas extáticas e notas altas. A canção termina com um outro liderado por metais.
Os vocais de Styles, que foram descritos como "roucos", vão de . A canção usa a metáfora de frutas e verão para descrever um encontro sexual. De acordo com Styles, a canção é sobre a euforia e excitação inicial quando alguém começa a ver alguém. Styles também afirmou que é sobre o orgasmo feminino. Ele usa notas longas para passar essa mensagem e o último refrão mostra o registro vocal mais alto de Styles. A letra da canção usa retórica e imagens. Savannah Walsh, da Elle, escreveu sobre o significado da canção, fazendo a pergunta "[ele] anseia por um deleite refrescante de verão ou [ele] está falando sobre cunilíngua", enquanto Patrick Ryan, do USA Today, interpretou como "Styles evocativamente [recordando] um passado arremesso e seu sabor doce".

## Recepção da crítica
"Watermelon Sugar" foi geralmente bem recebida pelos críticos de música. Seu gancho de guitarra foi elogiado por Charu Sinha do Vulture. Em uma crítica positiva do USA Today, Patrick Ryan chamou de "destaque intoxicante" no Fine Line, escrevendo que "[encapsula] o espírito sensual e funky do projeto". Hannah Mylrea, da NME, chamou a canção de "bombástica", enquanto a equipe da DIY a chamou de "emocionante" e "escaldante". Em sua crítica para a Rolling Stone, Brittany Spanos escreveu que "a faixa tem o cantor nostálgico por 'aquela sensação de verão', ansiando por frutas vermelhas e o sabor de açúcar de melancia". Em sua crítica para a Variety, Chris Willman comparou a canção ao Maroon 5, enquanto Tim Sendra do AllMusic a comparou com "Awaken, My Love!" por Childish Gambino. Escrevendo para Now, Rea McNamara comparou a Jeanette Winterson chamando-a de "sexual, crescida e macia", bem como comparou a melodia vocal com "Sing It Back" de Moloko. Ellen Johnson, do Paste, a chamou de a canção mais "tradicional" do Fine Line, além de comparar sua Linha do baixo com Prince. Susan Hansen, do Clash, escreveu que tem uma "vibração satisfatória" com seus sons. Em uma crítica negativa da Consequence of Sound, Bryan Rolli escreveu que "comete o pecado capital de ser muito menos interessante que seu título". Owen Richards, do The Arts Desk, também deu uma crítica negativa, chamando suas imagens de "sem sentido", escrevendo que "erra o alvo".

## Videoclipe

### Antecedentes e produção
O videoclipe de "Watermelon Sugar" estreou no YouTube em 18 de maio de 2020. Styles anunciou a estreia do vídeo um dia antes com um teaser mostrando uma mesa em uma praia, que estava em uma cena no videoclipe. Foi dirigido por Bradley & Pablo e filmado em Malibu, Califórnia, em 30 de janeiro de 2020. Eles tentaram trabalhar com Styles para outras canções em Fine Line e finalmente começaram a trabalhar em "Watermelon Sugar" uma semana antes de começarem a filmar. O vídeo foi inspirado no estilo dos anos 1960 de Paul McCartney e foi parcialmente filmado usando uma câmera Arri SR3 de 35 e 16 mm para fazer algumas imagens parecerem vintage.
Devido à pandemia de COVID-19, foi revelado que o vídeo havia sido adiado em relação ao lançamento original. Bradley e Pablo estavam preocupados que a Columbia Records não lançasse o vídeo por parecer insensível, então eles adicionaram uma mensagem no início escrevendo "este vídeo é dedicado ao toque". Styles foi elogiado pelos modelos no vídeo por pedir consentimento para tocá-los durante as filmagens.

### Sinopse

Styles posando com modelos para tirar uma foto. Isso foi comparado ao final do vídeo "Kiwi" de Styles.

O vídeo começa com uma mensagem em um fundo preto escrita "este vídeo é dedicado ao toque." Styles é então visto caminhando até uma mesa com uma fatia de melancia em um prato, onde ele se senta. Ele usa uma regata de crochê laranja, óculos de sol azuis enormes, esmalte rosa chiclete e seus anéis com a sigla "HS". A toalha de mesa sobre a mesa é do mesmo material de uma vela de barco no vídeo "Adore You" e os óculos de sol são os mesmos que ele usou na capa da Rolling Stone de 2019. Ele coloca o prato na mesa e começa a cantar a letra de abertura da canção. Styles é visto passando os dedos na melancia antes de dar uma mordida. Esta parte foi inspirada em uma foto de Jack Nicholson fazendo a mesma pose.
O vídeo então corta para Styles sendo cercado por modelos que o alimentam com várias frutas, bem como desfrutando de um piquenique. As modelos são vistas usando chapéus flexíveis dos anos 1970 e biquínis de cintura alta. Styles é visto vestindo uma camisa floral decotada com pérolas e em outras partes um colete de suéter com uma camisa de gola retrô. A roupa anterior foi inspirada em uma foto de Paul McCartney em uma festa. Ele também é visto deitado na areia, observando os modelos. Mais tarde, eles tiram uma foto, em grupo, com todos segurando uma fatia de melancia. Styles usa um suéter listrado cortado, um lenço de franjas skinny e um par de jeans rasgados de inspiração vintage, todos da coleção outono 2020 da Gucci.

### Recepção
Michele Amabile Angermiller da Variety comparou o vídeo com "I'm Still Standing" de Elton John, enquanto Chelsey Sanchez da Harper's Bazaar comparou com Mamma Mia!. Em sua crítica para o Evening Standard, Sara Feigin notou uma semelhança com o vídeo anterior de Styles, "Lights Up", com as modelos ao seu redor, enquanto Ellie Harrison, do The Independent, achava que a praia era a mesma praia usada pelo vídeo "What Makes You Beautiful", da ex-banda de Styles, One Direction. Brittany Spanos da Rolling Stone e Savannah Walsh da Elle chamaram o vídeo de "colorido" e "praiano". Escrevendo para Us Weekly, Nicholas Hautman chamou de "ultra-sexy" e "retro-filtrado". Em sua crítica para a Entertainment Weekly, Rosy Cordero escreveu: "Harry Styles está desejando estar de volta à praia cercado por pessoas bonitas, frutas deliciosamente coloridas e sem coronavírus".
Carolyn Droke, da Uproxx, chamou o vídeo de "uma celebração do verão", enquanto Morgan Smith, da People, o chamou de "sonhador". Escrevendo para a NME, Will Lavin descreveu o vídeo como "Styles [jogando] uma festa na praia com um grupo de mulheres, que podem ser vistas comendo melancia por toda parte". Katherine Singh, do Flare, escreveu que "nunca seremos capazes de olhar para uma melancia da mesma forma" e "[o vídeo] está praticamente pronto para ser o vídeo do verão de 2020". Alisha Pawa, do Lifestyle Asia, chamou o vídeo de "leve" e escreveu que "evoca a nostalgia de melhores dias de verão". Em 2021, a Rolling Stone nomeou "Watermelon Sugar" o 98º melhor videoclipe de todos os tempos.

## Apresentações ao vivo
Styles apresentou "Watermelon Sugar" pela primeira vez no Saturday Night Live em 16 de novembro de 2019. Em 21 de novembro de 2019, ele a apresentou no Later... with Jools Holland. Ambas as apresentações foram realizadas ao lado de "Lights Up". Ele apresentou a canção no Jingle Bell Ball da Capital FM em 7 de dezembro de 2019. Em 13 de dezembro de 2019, Styles apresentou a canção como parte de seu único show de uma noite no The Forum em Los Angeles para comemorar o lançamento de Fine Line. Ele também cantou a canção em um show secreto no Electric Ballroom em Londres em 19 de dezembro de 2019. Em 14 de fevereiro de 2020, ele fez uma apresentação de rádio ao vivo no The Zoe Ball Breakfast Show da BBC Radio 2.
Em 25 de fevereiro de 2020, Styles apresentou "Watermelon Sugar" como parte de seu Tiny Desk Concert da NPR. No dia seguinte, ele cantou a canção no Today do Rockefeller Center. Ele apresentou a canção em 28 de fevereiro de 2020 no Music Hall de Williamsburg, no Brooklyn, como parte de uma sessão secreta com Sirius XM e Pandora. No dia seguinte, ele a apresentou em outra sessão secreta, desta vez com o iHeartRadio no Bowery Ballroom em Nova Iorque. Em 14 de março de 2021, Styles abriu o Grammy Awards com uma versão de jazz de "Watermelon Sugar".

## Prêmios e indicações
| Ano  | Prêmio                             | Categoria                                   | Resultado | Ref.   |
| ---- | ---------------------------------- | ------------------------------------------- | --------- | ------ |
| 2020 | MTV Millennial Awards Brasil       | Hit Global                                  | Indicada  | [ 68 ] |
| 2020 | MTV Video Music Awards             | Canção do Verão                             | Indicada  | [ 69 ] |
| 2020 | NRJ Music Awards                   | Vídeo do Ano                                | Indicada  | [ 70 ] |
| 2020 | Premios MUSA                       | Canção Anglo Internacional do Ano           | Venceu    | [ 71 ] |
| 2020 | MTV Video Play Awards              | Top 20 Videoclipes                          | Venceu    | [ 72 ] |
| 2021 | GAFFA Awards (Dinamarca)           | Hit Internacional do Ano                    | Venceu    | [ 73 ] |
| 2021 | SEC Awards                         | Música Internacional do Ano                 | Venceu    | [ 74 ] |
| 2021 | RTHK International Pop Poll Awards | Dez Melhores Canções Internacionais de Ouro | Venceu    | [ 75 ] |
| 2021 | ASCAP Pop Music Awards             | Canções Pop Mais Tocadas de 2020            | Venceu    | [ 76 ] |
| 2021 | Grammy Awards                      | Melhor Performance Solo de Pop              | Venceu    | [ 77 ] |
| 2021 | Brit Awards                        | Single Britânico                            | Venceu    | [ 78 ] |
| 2021 | iHeartRadio Music Awards           | Canção do Ano                               | Indicada  | [ 79 ] |
| 2021 | iHeartRadio Music Awards           | Melhor Videoclipe                           | Indicada  | [ 79 ] |
| 2021 | Myx Music Awards                   | Vídeo Internacional Favorito                | Indicada  | [ 80 ] |

## Faixas e formatos
| Download digital / streaming |                    |         |  |
| N.º                          | Título             | Duração |  |
| 1.                           | "Watermelon Sugar" | 2:54    |  |

| Cassete / download digital / vinil de sete polegadas |                                   |         |  |
| N.º                                                  | Título                            | Duração |  |
| 1.                                                   | "Watermelon Sugar"                | 2:54    |  |
| 2.                                                   | "Watermelon Sugar" (Instrumental) | 2:54    |  |

## Créditos
Todo o processo de elaboração de "Watermelon Sugar" atribui os seguintes créditos:

### Gravação
- Gravada na casa de Kid Harpoon (Los Angeles, Estados Unidos), Henson (Hollywood, Estados Unidos), RAK (Londres, Inglaterra), Real World (Bath, Inglaterra), e The Cave (Nashville, Estados Unidos)
- Mixada no EastWest Studios (Los Angeles, Estados Unidos)
- Masterizada no Sterling Sound (Edgewater, Estados Unidos)

### Pessoal
- Harry Styles: composição, vocais, vocais de apoio
- Tyler Johnson: composição, produção, vocais de apoio, teclados
- Kid Harpoon: composição, produção, vocais de apoio, violão, guitarra elétrica, piano
- Mitch Rowland: composição, bateria, guitarra elétrica, guitarra slide
- Sarah Jones: vocais de apoio
- Pino Palladino: baixo
- Ivan Jackson: trompa
- Dave Chegwidden: percussão
- Mark Rankin: engenharia
- Nick Lobel: engenharia
- Sammy Witte: engenharia
- Dan Ewins: assistente de engenharia
- Matt Tuggle: assistente de engenharia
- Michael Freeman: assistente de engenharia
- Oli Jacobs: assistente de engenharia
- Oliver Middleton: assistente de engenharia
- Spike Stent: mixagem
- Michael Freeman: assistente de mixagem
- Randy Merrill: masterização

## Desempenho nas paradas musicais
| Parada (2019–2021)                                | Melhor posição |
| ------------------------------------------------- | -------------- |
| África do Sul (RISA)                              | 86             |
| Alemanha (Offizielle Deutsche Charts)             | 15             |
| Argentina (Argentina Hot 100)                     | 26             |
| Austrália (ARIA)                                  | 5              |
| Áustria (Ö3 Austria Top 75)                       | 5              |
| Bélgica (Ultratop 50 da Valônia)                  | 2              |
| Bélgica (Ultratop 50 de Flandres)                 | 2              |
| Brasil (Top 100 Brasil)                           | 30             |
| Canadá (Canadian Hot 100)                         | 3              |
| Canadá (Billboard AC)                             | 1              |
| Canadá (Billboard CHR/Top 40)                     | 2              |
| Canadá (Billboard Hot AC)                         | 1              |
| Colômbia (National-Report)                        | 32             |
| Coreia do Sul (Gaon)                              | 101            |
| Croácia (HRT)                                     | 3              |
| Dinamarca (Hitlisten)                             | 10             |
| Escócia (Scottish Singles Chart)                  | 5              |
| Eslováquia (Rádio Top 100)                        | 6              |
| Eslováquia (Singles Digitál Top 100)              | 7              |
| Eslovênia (SloTop50)                              | 1              |
| Espanha (PROMUSICAE)                              | 41             |
| Estados Unidos (Billboard Hot 100)                | 1              |
| Estados Unidos (Billboard Adult Contemporary)     | 7              |
| Estados Unidos (Billboard Adult Top 40)           | 1              |
| Estados Unidos (Billboard Dance/Mix Show Airplay) | 4              |
| Estados Unidos (Billboard Mainstream Top 40)      | 1              |
| Estados Unidos (Rolling Stone Top 100)            | 7              |
| Estônia (Eesti Tipp-40)                           | 8              |
| Finlândia (Suomen virallinen lista)               | 17             |
| França (SNEP)                                     | 31             |
| Grécia (IFPI)                                     | 6              |
| Hungria (Rádiós Top 40)                           | 10             |
| Hungria (Single Top 40)                           | 3              |
| Hungria (Stream Top 40)                           | 6              |
| Índia (IMI)                                       | 12             |
| Irlanda (IRMA)                                    | 2              |
| Islândia (Tónlistinn)                             | 3              |
| Itália (FIMI)                                     | 21             |
| Letônia (LAIPA)                                   | 16             |
| Líbano (OLT20)                                    | 7              |
| Lituânia (AGATA)                                  | 1              |
| Malásia (RIM)                                     | 9              |
| México (Mexico Airplay)                           | 2              |
| Mundo (Billboard Global 200)                      | 9              |
| Noruega (VG-lista)                                | 5              |
| Nova Zelândia (Recorded Music NZ)                 | 4              |
| Países Baixos (Dutch Top 40)                      | 2              |
| Países Baixos (Single Top 100)                    | 4              |
| Polónia (Polish Airplay Top 100)                  | 11             |
| Portugal (AFP)                                    | 1              |
| Reino Unido (UK Singles Chart)                    | 4              |
| República Checa (Rádio Top 100)                   | 9              |
| República Checa (Singles Digitál Top 100)         | 4              |
| República Dominicana (SODINPRO)                   | 31             |
| Romênia (Airplay 100)                             | 40             |
| Comunidade dos Estados Independentes (Tophit)     | 93             |
| Singapura (RIAS)                                  | 12             |
| Suécia (Sverigetopplistan)                        | 9              |
| Suíça (Schweizer Hitparade)                       | 3              |

| Parada (2020)              | Posição |
| -------------------------- | ------- |
| Brasil (Pro-Música Brasil) | 27      |
| Paraguai (SGP)             | 86      |

| Parada (2020)                           | Posição |
| --------------------------------------- | ------- |
| Alemanha (Official German Charts)       | 43      |
| Austrália (ARIA)                        | 6       |
| Áustria (Ö3 Austria Top 40)             | 14      |
| Bélgica (Ultratop 50 da Valônia)        | 18      |
| Bélgica (Ultratop 50 de Flandres)       | 10      |
| Canadá (Canadian Hot 100)               | 16      |
| Croácia (HRT)                           | 36      |
| Dinamarca (Tracklisten)                 | 24      |
| Estados Unidos (Hot 100)                | 20      |
| Estados Unidos (Adult Contemporary)     | 33      |
| Estados Unidos (Adult Top 40)           | 11      |
| Estados Unidos (Dance/Mix Show Airplay) | 11      |
| Estados Unidos (Mainstream Top 40)      | 8       |
| França (SNEP)                           | 76      |
| Hungria (Rádiós Top 40)                 | 70      |
| Hungria (Single Top 40)                 | 35      |
| Hungria (Stream Top 40)                 | 12      |
| Irlanda (IRMA)                          | 9       |
| Islândia (Tónlistinn)                   | 11      |
| Itália (FIMI)                           | 44      |
| Noruega (VG-lista)                      | 20      |
| Nova Zelândia (Recorded Music NZ)       | 10      |
| Países Baixos (Dutch Top 40)            | 6       |
| Países Baixos (Single Top 100)          | 16      |
| Polônia (Polish Airplay Top 100)        | 93      |
| Portugal (AFP)                          | 13      |
| Reino Unido (UK Singles Charts)         | 10      |
| Suécia (Sverigetopplistan)              | 18      |
| Suíça (Schweizer Hitparade)             | 17      |

| Parada (2021)                       | Posição |
| ----------------------------------- | ------- |
| Austrália (ARIA)                    | 31      |
| Áustria (Ö3 Austria Top 40)         | 67      |
| Bélgica (Ultratop 50 de Flandres)   | 61      |
| Canadá (Canadian Hot 100)           | 79      |
| Dinamarca (Tracklisten)             | 69      |
| Estados Unidos (Adult Contemporary) | 13      |
| França (SNEP)                       | 87      |
| Mundo (Billboard Global 200)        | 23      |
| Hungria (Rádiós Top 40)             | 33      |
| Nova Zelândia (Recorded Music NZ)   | 40      |
| Reino Unido (UK Singles Charts)     | 43      |
| Suíça (Schweizer Hitparade)         | 48      |

## Certificações
| Região | Certificação          | Vendas     |
| --- | --------------------- | ---------- |
| Alemanha (BVMI) | Platina               | 400,000‡   |
| Argentina (CAPIF) | Platina               | 40,000     |
| Austrália (ARIA) | 7× Platina            | 490,000‡   |
| Áustria (IFPI Áustria)                                                                                               | 2× Platina            | 60,000‡    |
| Bélgica (BEA) | Platina               | 40,000‡    |
| Brasil (Pro-Música Brasil)                                                                                           | 3× Diamante           | 480,000‡   |
| Canadá (Music Canada)                                                                                                | 6× Platina            | 480,000‡   |
| Dinamarca (IFPI Dinamarca)                                                                                           | 2× Platina            | 180,000‡   |
| Espanha (PROMUSICAE)                                                                                                 | 2× Platina            | 80,000‡    |
| Estados Unidos (RIAA)                                                                                                | 5× Platina            | 5,000,000‡ |
| França (SNEP) | Diamante              | 300,000‡   |
| Itália (FIMI) | 2× Platina            | 140,000‡   |
| México (AMPROFON) | Diamante+Platina+Ouro | 390,000‡   |
| Noruega (IFPI Norge)                                                                                                 | 2× Platina            | 120,000‡   |
| Nova Zelândia (RMNZ)                                                                                                 | 3× Platina            | 90,000‡    |
| Polônia (ZPAV) | 4× Platina            | 80,000‡    |
| Portugal (AFP) | 5× Platina            | 50,000‡    |
| Reino Unido (BPI) | 4× Platina            | 2,400,000‡ |
| Suíça (IFPI Schweiz)                                                                                                 | 2× Platina            | 40,000‡    |
| Streaming |                       |            |
| Grécia (IFPI Grécia)                                                                                                 | 2× Platina            | 4,000,000† |
| ‡ Vendas+valores de streaming baseados apenas na certificação † Números de streaming baseados apenas na certificação |                       |            |

## Histórico de lançamento
| Região         | Data                   | Formato(s)                      | Gravadora                     | Ref.    |
| -------------- | ---------------------- | ------------------------------- | ----------------------------- | ------- |
| Várias         | 17 de novembro de 2019 | Download digital streaming      | Erskine Columbia              | [ 81 ]  |
| Austrália      | 15 de maio de 2020     | Airplay                         | Columbia Sony Music Australia | [ 8 ]   |
| Estados Unidos | 18 de maio de 2020     | Rádios hot AC                   | Columbia                      | [ 209 ] |
| Estados Unidos | 19 de maio de 2020     | Rádios mainstream               | Columbia                      | [ 10 ]  |
| Canadá         | 20 de maio de 2020     | Rádios hot AC rádios mainstream | Sony Music Canada             | [ 9 ]   |
| Itália         | 22 de maio de 2020     | Airplay                         | Sony Music Italy              | [ 11 ]  |
| Várias         | 31 de julho de 2020    | Cassete vinil de sete polegadas | Erskine Columbia              | [ 210 ] |